# Liste der Kulturdenkmäler in Heimborn
In der Liste der Kulturdenkmäler in Heimborn sind alle Kulturdenkmäler der rheinland-pfälzischen Ortsgemeinde Heimborn aufgeführt. Grundlage ist die Denkmalliste des Landes Rheinland-Pfalz (Stand: 21. Dezember 2021).

## Einzeldenkmäler
| Bezeichnung  | Lage                                     | Baujahr                                       | Beschreibung                                                                                                | Bild                           |
| ------------ | ---------------------------------------- | --------------------------------------------- | --- | ------------------------------ |
| Wohnhaus     | Auf dem Köppel 2 Lage                    | zweite Hälfte des 18. Jahrhunderts            | Fachwerkhaus, teilweise massiv, zweite Hälfte des 18. Jahrhunderts                                          | Fotos hochladen                |
| Quereinhaus  | Wilhelmstraße 16 Lage                    | zweite Hälfte des 18. Jahrhunderts            | Fachwerk-Quereinhaus, teilweise massiv, zweite Hälfte des 18. Jahrhunderts oder um 1800, um 1900 verlängert | Fotos hochladen                |
| Nisterbrücke | nördlich des Ortes im Zuge der K 19 Lage | Mitte oder zweite Hälfte des 19. Jahrhunderts | dreibogige Steinbrücke, Mitte oder zweite Hälfte des 19. Jahrhunderts                                       | weitere Bilder Fotos hochladen |